# Vláda Ferdinanda von Beusta

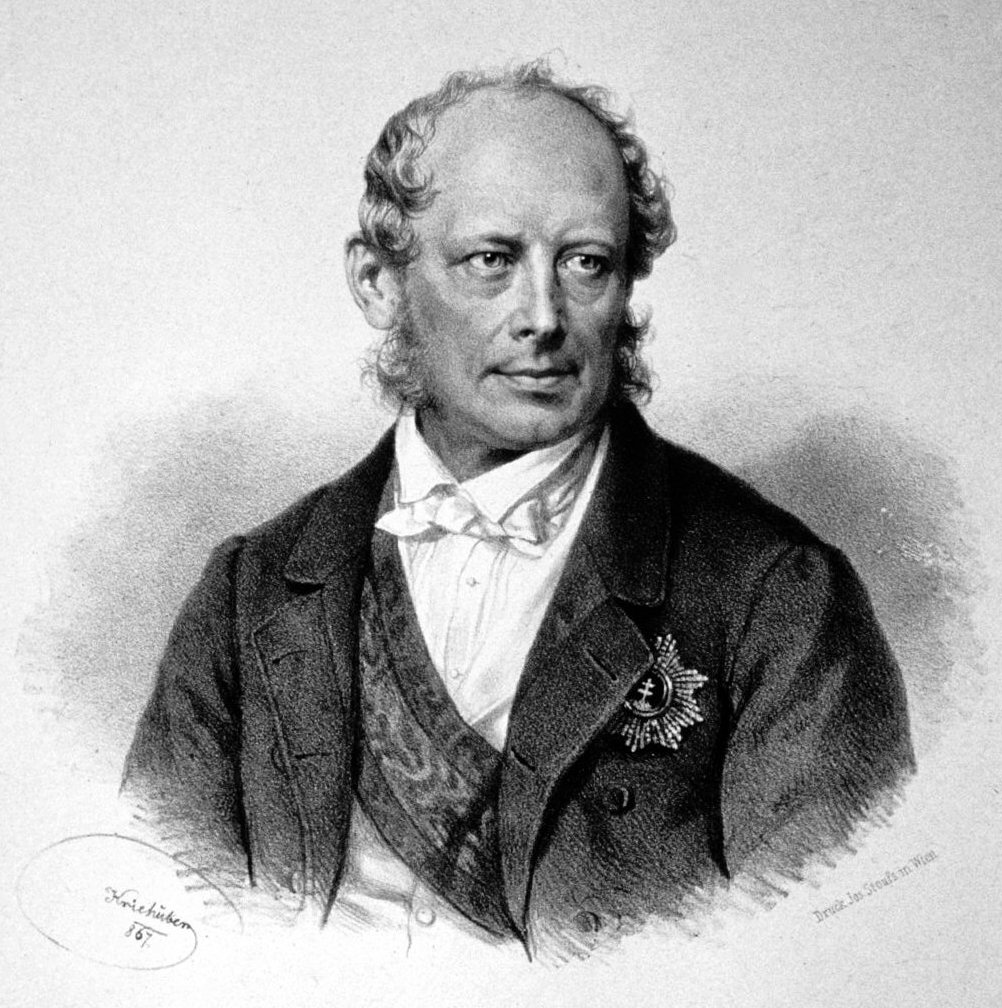
Ministerský předseda Friedrich Ferdinand von Beust roku 1867

Vláda Ferdinanda von Beusta byla předlitavská vláda, úřadující od 7. února do 30. prosince 1867 a vedl ji strůjce rakousko-uherského vyrovnání Friedrich Ferdinand von Beust. Vláda vznikla jako výsledek sporu mezi dosavadním ministerským předsedou Richardem Belcredim a Beustem o to, zda má být kvůli provedení rakousko-uherského vyrovnání svolána mimořádná říšská rada nebo pouze užší říšská rada.
Se svou koncepcí uspěl Beust, který byl záhy po demisi Belcrediho vlády jmenován novým ministerským předsedou. Krátce po přijetí prosincové ústavy (21. prosince 1867) byla jmenována vláda Karla von Auersperga.

## Složení vlády
| Resort                              | Ministr                  | Nástup do funkce  | Konec funkce      |
| ----------------------------------- | ------------------------ | ----------------- | ----------------- |
| ministerský předseda                | Ferdinand von Beust      | 7. února 1867     | 30. prosince 1867 |
| státní ministr                      | Ferdinand von Beust      | 7. února 1867     | 2. března 1867    |
| ministr vnitra                      | Eduard von Taaffe        | 2. března 1867    | 30. prosince 1867 |
| ministr kultu a vyučování           | Eduard von Taaffe        | 2. března 1867    | 27. června 1867   |
| ministr kultu a vyučování           | Anton von Hye            | 27. června 1867   | 30. prosince 1867 |
| ministr obchodu                     | Bernhard von Wüllerstorf | 7. února 1867     | 18. dubna 1867    |
| ministr obchodu                     | Franz Karl von Becke     | 18. dubna 1867    | 30. prosince 1867 |
| ministr financí                     | Franz Karl von Becke     | 7. února 1867     | 30. prosince 1867 |
| ministr spravedlnosti               | Emanuel Heinrich Komers  | 7. února 1867     | 27. června 1867   |
| ministr spravedlnosti               | Anton von Hye            | 27. června 1867   | 30. prosince 1867 |
| společní ministři Rakouska-Uherska: |                          |                   |                   |
| * ministr zahraničí                 | Ferdinand von Beust      | 7. února 1867     | 30. prosince 1867 |
| * ministr války                     | Franz von John           | 7. února 1867     | 30. prosince 1867 |
| * ministr financí                   | Franz Karl von Becke     | 24. prosince 1867 | 30. prosince 1867 |

Poznámka:
- funkce státního ministra byla 2. března 1867 zrušena a jeho kompetence rozděleny mezi ministerstvo vnitra a ministerstvo kultu a vyučování.[3]